# 2000년 로스앤젤레스 영화 비평가 협회상
제26회 로스앤젤레스 영화 비평가 협회상은 2000년 영화를 대상으로 2000년 12월에 열린 시상식이다.

## 수상 및 후보

### 작품상
- 와호장룡

### 감독상
- 에린 브로코비치 - 스티븐 소더버그 수상
- 트래픽 - 스티븐 소더버그 수상

### 남우주연상
- 원더 보이즈 - 마이클 더글라스 수상

### 여우주연상
- 에린 브로코비치 - 줄리아 로버츠 수상

### 남우조연상
- 뱀파이어의 그림자 - 윌렘 대포 수상

### 여우조연상
- 올모스트 페이머스 - 프란시스 맥도맨드 수상
- 원더 보이즈 - 프란시스 맥도맨드 수상

### 각본상
- 유 캔 카운트 온 미 - 케네스 로너건 수상

### 촬영상
- 와호장룡 - 포덕희 수상

### 미술상
- 와호장룡 - 티미 입 수상

### 음악상
- 와호장룡 - 탄 둔 수상

### 외국어영화상
- 하나 그리고 둘 - 에드워드 양 수상

### 다큐멘터리상
- 다크 데이즈 - 마크 싱어 수상

### 애니메이션상
- 치킨 런 - 피터 로드 수상
- 치킨 런 - 데이빗 스프록튼 수상
- 치킨 런 - 닉 파크 수상

### 신인상
- 유 캔 카운트 온 미 - 마크 러팔로 수상

### 공로상
- 콘라드 L. 홀 수상

### 특별공헌상
- Charles Champlin 수상